# Saint-Laurent-du-Plan

Saint-Laurent-du-Plan este o comună în departamentul Gironde din sud-vestul Franței. În 2009 avea o populație de 86 de locuitori.

## Evoluția populației
| An        | 1975 | 1982 | 1990 | 1999 | 2006 | 2009 |
| --------- | ---- | ---- | ---- | ---- | ---- | ---- |
| Populație | 75   | 74   | 79   | 71   | 79   | 86   |